# Carman Maxwell
Carman Maxwell   (Siloam Springs, 27 de desembre de 1902 - Ojai, 22 de setembre de 1987) fou un animador i actor de veu nord-americà.
Maxwell va néixer a Siloam Springs a l'estat Arkansas però es va criar a Kansas City a l'estat de Missouri. Va començar la seva carrera a l'estudi de Walt Disney. Entre els seus primers treballs hi ha els curtmetratges Jack and the Beanstalk, Puss in Boots, Goldie Locks and the Three Bears i Cinderella, tots ells estrenats el 1922. Al costat d'Hugh Harman, Rudolf Ising i Friz Freleng, va formar part del grup que posteriorment s'allunyaria de Disney per crear l'estudi d'animació de Warner Bros, sota l'administració de Leon Schlesinger.
A més de treballar com a animador per Harman i Ising, Maxwell va fer la veu del seu personatge més famós, Bosko, el primer gran èxit de Warner Bros Studios i l'estrella d'una dotzena de curtmetratges de Looney Tunes. El personatge va aparèixer per primera vegada en el dibuix animat Bosko the Talk-Ink Kid (1929), que ha estat acreditat com el «primer curtmetratge animat a sincronitzar moviment i diàleg». Harman i Ising van crear Bosko per treure profit del nou fenomen sonor que triomfava a la indústria de cinema. Harman va dissenyar a el personatge basant-se en el gat Félix. El curt començava amb Ising i una taula de dibuix. Després de dibuixar Bosko al paper, el personatge cobrava vida, parlava, cantava i ballava. Després Ising tornava Bosko a la tinta, i el curt acabava.